# Marija Šimoković
Marija Šimoković (Subotica, 21. travnja 1947.) je hrvatska pjesnikinja, novinarka, radijska izvjestiteljica, kritičarka, autorica recenzija, publicistica i prevoditeljica iz Subotice. 
Na glasu je kao iznimna poznavateljica suvremene likovne umjetnosti.

## Životopis
Rođena je u Subotici. U Subotici je završila osnovnu i srednju školu. Na Filozofsko-povijesnom fakultetu u Beogradu studirala je filozofiju, smjer estetika – etika i diplomirala 1981. godine. Specijalističke je studije imala na sveučilištu Eotvos Lorand u Budimpešti. 
Književnošću se bavi od 1964. godine. Stvarateljstvo joj odiše predstavljanjem rodnom grada i sugrađana. Podupirala je autentično stvaralaštvo za koje je smatrala da je osnovom subotičkog civilizacijskog čuda. 1968. je jednom od suosnivača Radija Subotice.
Autorica je novinskih članaka, radijskih reportaža i emisija. 
Pisala je za Subotičke novine i Rukovet, Novi Kamov. Za Rukovet je sa skupinom suradnika prevodila s mađarskog na hrvatski jezik i na srpski jezik, u pohvatu Subotičke prevoditeljske škole koju je pokrenuo Lazar Merković.
Nakon sloma hrvatskog proljeća, bila je u uredništvu Rukoveti (Marko Horvacki, Ladislav Kovačić, Lazar Merković, Milovan Miković, Gojko Novaković, Ivan Pančić, Milivoj Prćić, Ivanka Rackov, Marija Šimoković i Balint Vujkov) koje je bilo primorano podnijeti kolektivnu ostavku, "zbog pokušaja osnutka pododbora Matice hrvatske u Subotici", kako je navedeno u službenom rješenju «o razrešenju» Lazara Merkovića s mjesta glavnog urednika.
1987. bila je recenzenticom knjige Promjenjivi 1987., objavljene u nakladi Subotičkih novina.
1990-ih je pokrenula projekt Knjižara Danilo Kiš. Unutar tog projekta bio je potprogram Noćna straža koji je bio predstavljao niz književno-umjetničkih susreta s velikim imenima suvremene srpske umjetnosti. 
Kao veliki znalac likovne umjetnosti priredila je mnoštvo slikarskih izložbi. Zajedno sa slikarom Mihajlom Đokovićem Tikalom napravila je projekt unutar kojeg je bila knjiga Kinovar, za koju je poslije dobila nagradu.

## Djela
Objavila je zbirke pjesama:
- Sam čovek (1972.)
- Iščekujući Jonu (1976.)
- Ne boj se, tu sam (1980.)
- Majstor žudnje (1983.)
- Nebeski bicikl (1987.)
- Slaganje vremena (1992.)
- Poljubac Gustava Klimta, izabrane i nove pesme (1993.)
- Mariatheresiopolis, prijevod na mađarski s I. B. Fokijem, (1996.
- Međurečje, (1999.)
- Stubovi kulture,
- Kinovar (2007.)
- Velosiped gospodina Vermeša

Objavila je mali roman:
- Scenografija za vetar, (2002., 2003.)

## Nagrade i priznanja
- Jugoslavenski festival poezije mladih u Vrbasu I nagrada 1974. godine
- Nagrada za Knjigu godine Društva književnika Vojvodine 1987. za Nebeski bicikl
- Nagrada dr Ferenc Bodrogvári za stvaralaštvo 1988. za Nebeski bicikl
- Nagrada dr Ferenc Bodrogvári za Slaganje vremena 1992. godine
- Nagrada Branko Miljković za najbolju knjigu pjesama 2007. Kinovar[8]
- priznanje Pro urbe 2009. godine[9]
- Zmajeva nagrada Matice srpske za 2012. godinu za zbirku pjesama Čuvari privida[10]

## Vanjske poveznice
- Helios[neaktivna poveznica]